# Eduardonitocrella mexicana
Eduardonitocrella mexicana is een eenoogkreeftjessoort uit de familie van de Ameiridae. De wetenschappelijke naam van de soort is voor het eerst geldig gepubliceerd in 2005 door Suárez-Morales & Iliffe.